# Max Hans Kühne
Max Hans Kühne (* 3. Juni 1874 in Dresden; † 9. Juli 1942 ebenda) war ein deutscher Architekt.

## Leben
Kühne studierte an der Kunstakademie Dresden und war dort Meisterschüler von Paul Wallot. Er beendete sein Studium 1896 und unternahm anschließend Studienreisen, unter anderem nach Italien und Frankreich. Danach arbeitete er zunächst in Berlin bei den angesehenen Architekten Ludwig Hoffmann und Ernst von Ihne. Im Jahr 1901 ging Kühne zurück nach Dresden und machte sich hier als Architekt selbständig und baute Villen und entwarf Raumausstattungen. In der Vorbereitung der Dritten Deutschen Kunstgewerbeausstellung 1906 arbeitete er unter der Gesamtleitung von William Lossow, der die Ausstellung vorbereitete und dessen Tochter Kühne im selben Jahr noch heiratete. Nach Lossows Trennung von Hermann Vieweger wurde er Partner seines Schwiegervaters im gemeinsamen Büro Lossow & Kühne (dieser Büroname wurde auch nach Lossows Tod 1914 beibehalten).
Durch die starke Inanspruchnahme von Lossow als Direktor der Kunstgewerbeschule leistete er den Hauptteil der Entwurfsarbeit und dehnte gleichzeitig das Wirkungsfeld des Büros auf ganz Sachsen aus. Bis 1914 entstanden zahlreiche Villen und Wohnhäuser, Sakral- und Industriebauten sowie öffentliche Gebäude. Der bedeutendste der Aufträge dieser Zeit war der zum Neubau des Leipziger Hauptbahnhofes, für den das Büro einen der beiden ersten Preise in einem Architektenwettbewerb (1906) und später den Auftrag erhielt (Bauzeit: 1909–1915). Der von beiden entwickelte Architekturstil mit klaren Gliederungen, sparsamen, aber wirkungsvollen Ornamentierungen, klaren Grundrißlösungen und handwerklicher Gediegenheit war schließlich in ganz Deutschland nachgefragt. Auch die Raumausstattungen fanden hohe Anerkennung.
Nach dem Ersten Weltkrieg fanden neue Architekturentwicklungen Eingang in den Stil des Büros, gleichwohl blieben Kühnes Bauten immer traditionsgebunden, wobei die Wünsche und Anforderungen des Auftraggebers im Vordergrund standen. Als besondere Beispiele werden dafür das „Haus Bergfried“ in Saalfeld (1922–1924) und weitere Bauten in diesem Ort.
Der als konservativ bekannte Max Hans Kühne konnte seine Architektentätigkeit auch nach Beginn der nationalsozialistischen Herrschaft ungehindert fortsetzen. Das für Prinz Friedrich Christian von Sachsen dem sächsischen Barock der zweiten Hälfte des 18. Jahrhunderts nachempfundene Schloss Wachwitz (1934–1936) ist wohl das bedeutendste Bauwerk aus dieser Zeit.
Im Jahr 1925 gründete er eine Niederlassung in Reichenberg. 
Ab 1936 gehörte Josef von Lamatsch dem Architekturbüro an. 1939 wurden er und Lamatsch vom Generalgouverneur des besetzten Polens, Hans Frank, mit der städtebaulichen Neugestaltung Krakaus beauftragt. Kurz vor seinem Tod betraute ihn Albert Speer, der Generalbauinspekteur für die Reichshauptstadt, mit Aufgaben in Berlin. Die Planungen für diese Bauvorhaben, die kriegsbedingt ohnehin nicht zu realisieren waren, blieben auch durch seinen Tod im Juli 1942 unausgeführt.
Matthias Donath würdigte den Architekten mit den Worten:

„Während seine Fabriken, Geschäfts- und Warenhäuser sachlich und funktional angelegt sind, strahlen die Wohnhäuser und Villen, die er in ganz Sachsen baute, Behaglichkeit und Kulturbewusstsein aus. Kühne verstand es, eine auf den bürgerlichen Reichtum abgestimmte Wohnkultur zu schaffen, indem er traditionelle Architekturmotive einsetzte, gleichzeitig aber eine zeitgemäße Versachlichung der Bauformen vornahm.“

Kühne war Mitglied im Bund Deutscher Architekten. 1913 wurde er anlässlich der Einweihung des Dresdner Schauspielhauses vom sächsischen König mit dem Ehrentitel Professor ausgezeichnet.

## Bauten und Entwürfe

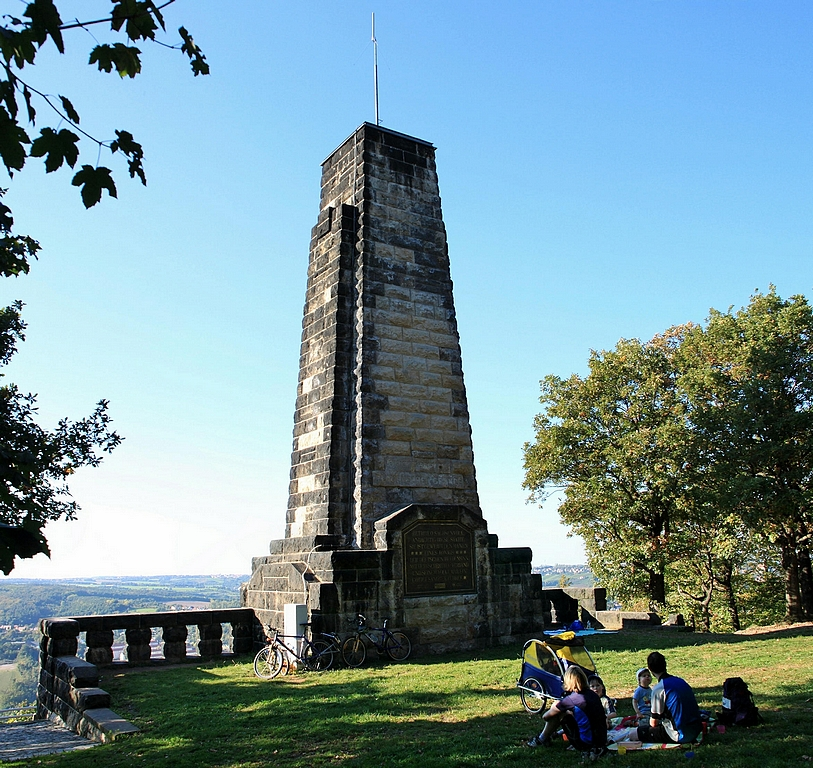
König-Albert-Denkmal auf dem Windberg (1903, Zustand 2011)

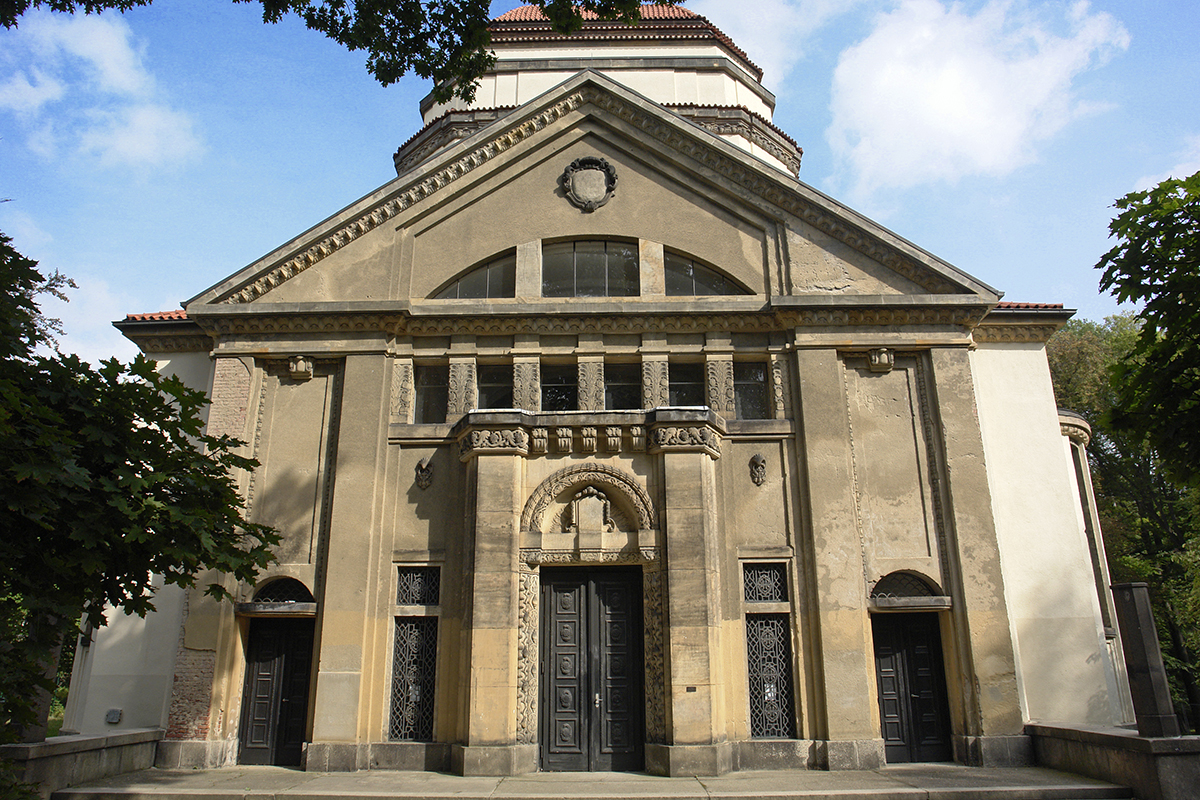
Synagoge in Görlitz (1910)

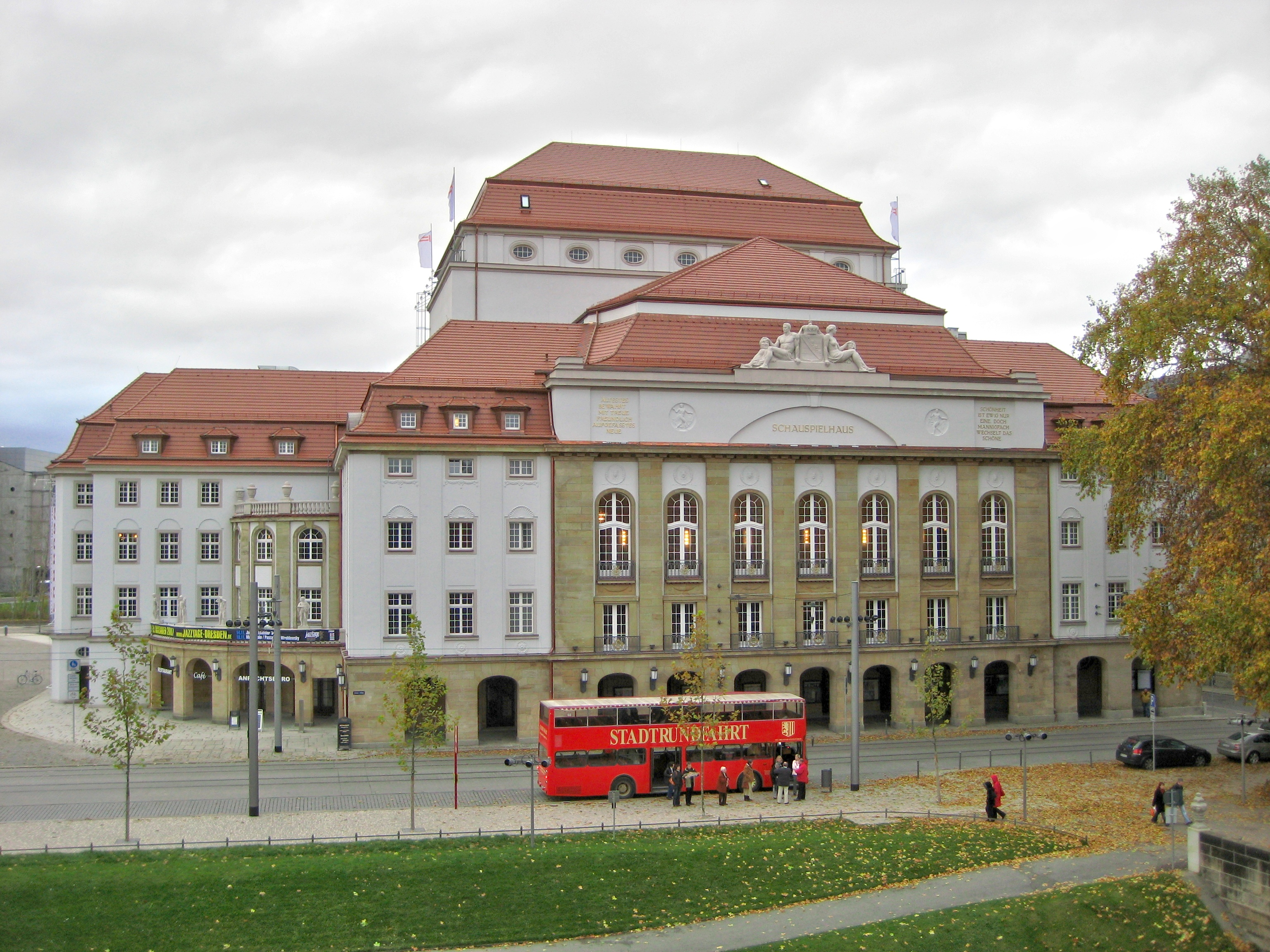
Schauspielhaus in Dresden (1912)

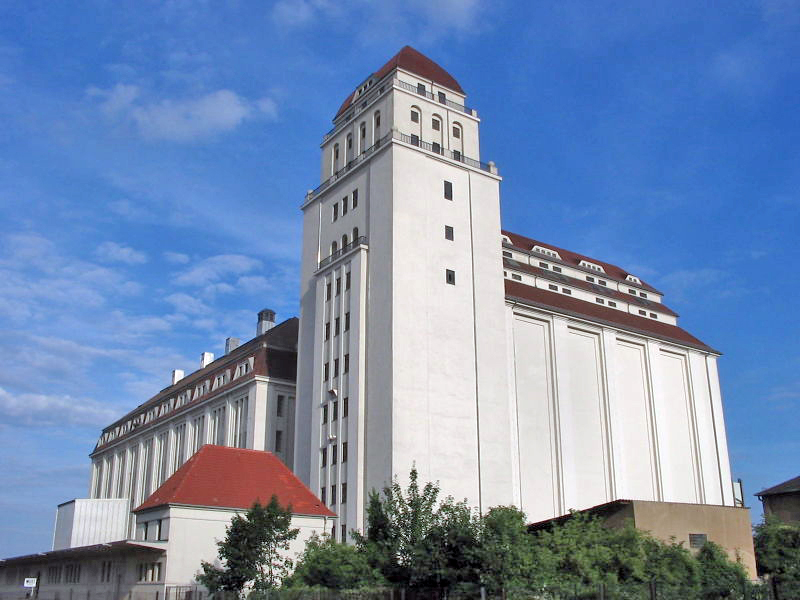
Bienert’sche Hafenmühle in Dresden-Friedrichstadt (1912)

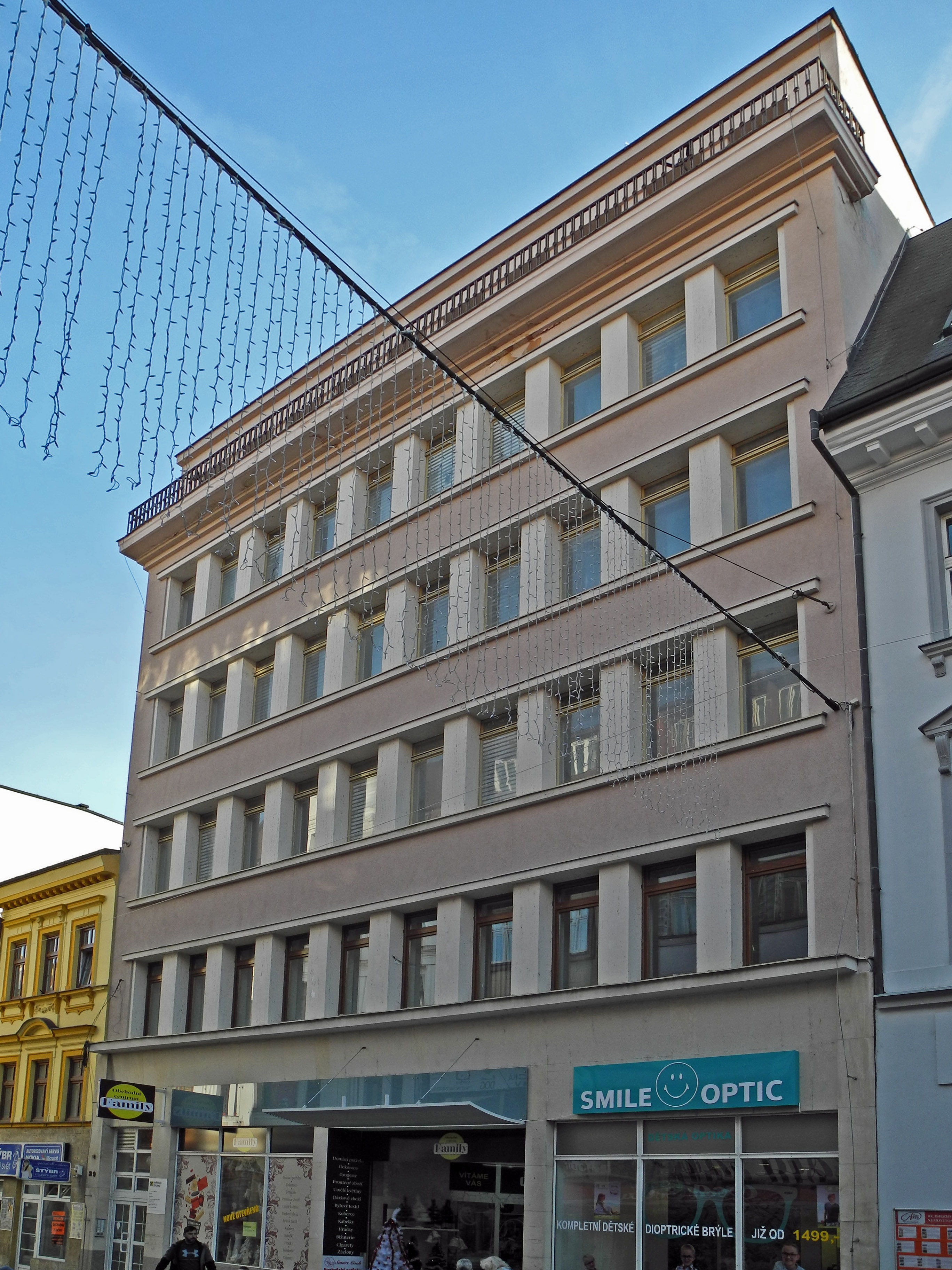
Kaufhaus in Teplitz

- 1901: Innenausstattung für das Cafè Central in Dresden (Malereien von Otto Gussmann)[4]
- 1902: Villa im toskanischen Landhausstil für den königlich sächsischen Hoffotografen Müller in Dresden-Oberloschwitz, Kügelgenstraße 10[5][6]
- vor 1903: Krönert-Stift in Deuben[4]
- vor 1903: Innenausstattungen im Schloss Särka bei Weißenberg[4]
- 1903–1904: König-Albert-Denkmal auf dem Windberg in Freital
- vor 1906: Entwurf zum Einbau eines Boudoirs im Landhaus von Dr. Trutschel in Dresden[5][7]
- vor 1906: Entwurf eines Landhauses für Dr. Duboc (ohne Ortsangabe veröffentlicht)[5][8]
- vor 1907: Landhaus für den Unternehmer Alfred Moras in Eckartsberg bei Zittau[9]
- vor 1907: Landhaus in Bern[9]
- vor 1907: Landhaus Stöhr in Unterberg bei Posen[9]
- Wettbewerb 1906, erbaut 1909–1915: Leipziger Hauptbahnhof
- 1907: Landhaus in Tataren bei Insterburg (Ostpreußen)
- 1907: „Preußenhaus“ in Tübingen
- 1907–1909: Westflügel und Schlossturm zum Schloss Glaubitz bei Riesa[10]
- 1908: Geitner-Stadtbad in Schneeberg
- 1908–1909: evangelische Kirche in Zinnwald (Erzgebirge)
- 1909: Villa für den Unternehmer Otto Albert jun. in Greiz[11]
- 1909–1913: Staumauer der Talsperre Malter
- Wettbewerb 1909, erbaut 1910–1911: Synagoge in Görlitz
- Wettbewerb 1910, erbaut 1912–1913: Neues Königliches Schauspielhaus in Dresden
- 1910–1911: Hauptbauten der Internationalen Hygiene-Ausstellung 1911 in Dresden
- 1911: Urnenhain auf dem Friedhof in Dresden-Tolkewitz
- 1912: Palasthotel Weber am Postplatz in Dresden
- 1912–1913: Bienert’sche Hafenmühle in Dresden-Friedrichstadt
- 1913: evangelische Kapelle in Oberbärenburg
- 1913–1914: Restaurierung von Schloss Proschwitz bei Meißen
- 1913–1915: Hotel „Astoria“ in Leipzig, am Hauptbahnhof
- 1914: „Sächsisches Haus“ auf der Deutschen Werkbund-Ausstellung Köln 1914 (nicht erhalten)
- 1913 Wettbewerb, erbaut 1914–1915: Gebäude der Handelskammer zu Plauen in Plauen
- 1916: Kurhaus in Oberschlema (nicht erhalten)
- 1916–1917: Wohnhaus für den Unternehmer Arthur Lossow (den Bruder William Lossows), gen. „Lossow’sche Villa“, in Glauchau, Clementinenstraße 8
- vor 1918: Umbau von Schloss Osterstein bei Gera (1945 zerstört, Ruine 1962 abgerissen)
- 1918: Unterbau für die Familiengruft des Strumpfwarenfabrikanten A. Robert Wieland in Auerbach (Erzgebirge)[12]
- 1920: Mausoleum der Familie Freiherr von Biedermann in Thürmsdorf, seit 2016 Malerweg-Kapelle
- 1920–1924: Gebäude der Schokoladenfabrik Mauxion in Saalfeld[13]
- 1922: Umbau von Schloss Wetzelstein in Saalfeld (im Auftrag des Unternehmers Ernst Hüther)
- 1922: Filiale der Darmstädter und Nationalbank in Greiz[14]
- 1924: Wohnhaus (genannt „Haus Bergfried“) für den Unternehmer Ernst Hüther in Saalfeld[15]
- 1928–1929: Diakonissenhauskirche Dresden
- 1929–1930: Verwaltungsgebäude der Chemiefabrik Spolchemie in Aussig an der Elbe[16]
- 1930: Geschäftshaus der Kreissparkasse in Gubin[17]
- 1930: Chlorodont-Turm für die Internationale Hygiene-Ausstellung Dresden 1930
- nach 1930: Neubauten der Ofen- und Porzellanfabrik vorm. C. Teichert in Meißen
- 1933: Kaufhaus „Triest“ (auch Kaufhaus JEPA = Jensch & Pachmann) in Teplitz, Krupská 29/28
- vor 1934: Jagdhaus in Schönberg im Erzgebirge[18]
- vor 1935: Landhaus in Greiz[19]
- 1934: Erweiterungsbau des Büro- und Aufenthaltsgebäudes der Chemischen Fabrik von Heyden in Radebeul, Meißner Straße 30[20]
- 1935: Entwurf für das Zweifamilienwohnhaus Emil-Högg-Straße 14 in Oberlößnitz, Stadtteil von Radebeul (1936 Fassadenüberarbeitung durch Max Czopka nach Einspruch des Landesvereins Sächsischer Heimatschutz gegen eine Planänderung von Lossow & Kühne)[20]
- 1935: Wohnhaus Klarastraße 5, Dresden, Bauherr: Karl Pflock,[21]

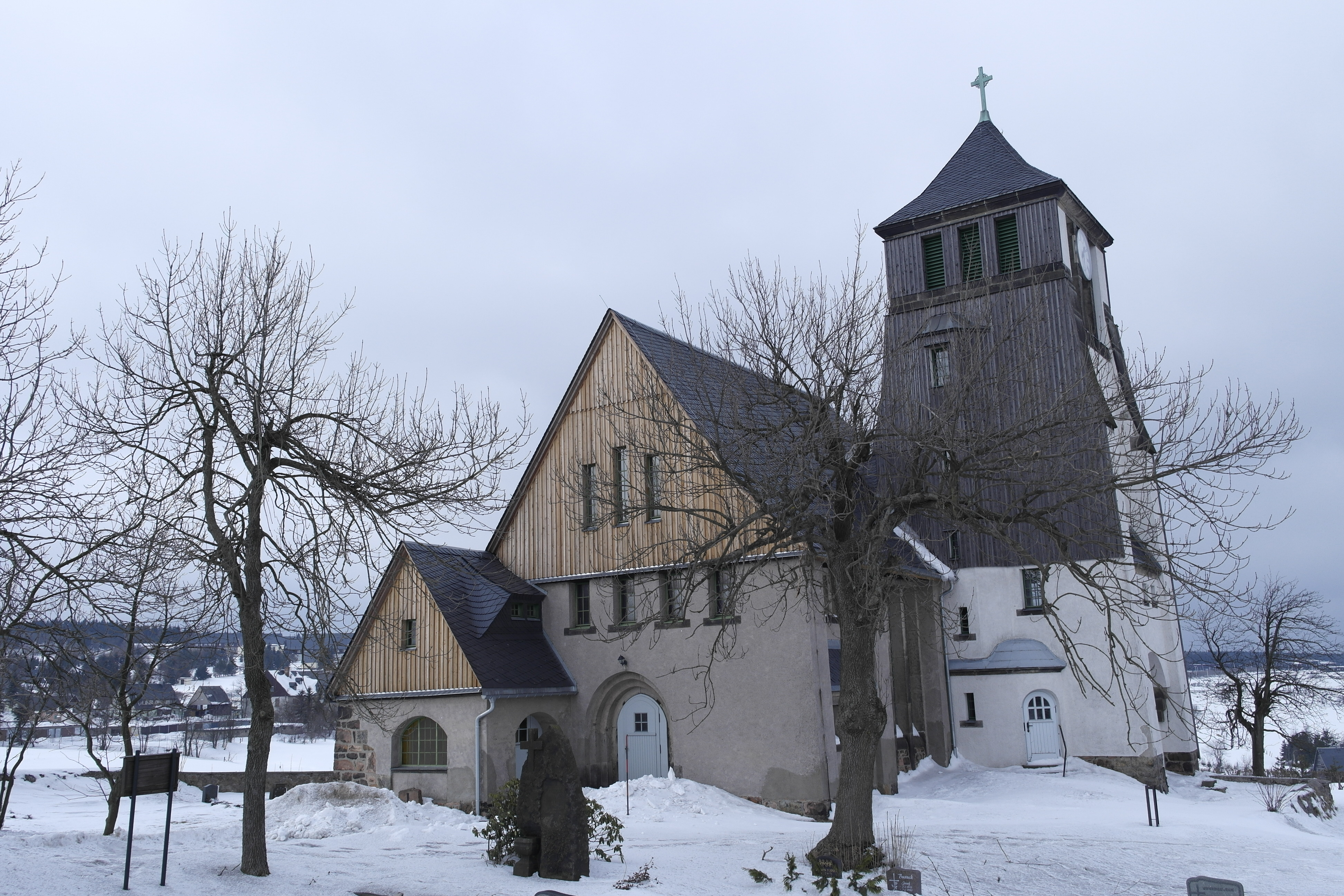
Evangelisch-lutherische Kirche in Zinnwald-Georgenfeld (1908)

- 1936–1937: Schloss Wachwitz